# Hospes tomentosus
Hospes tomentosus là một loài bọ cánh cứng trong họ Cerambycidae.